# 中国人民解放军火箭军第六十九基地
中国人民解放军火箭军第六十九基地，位于宁夏回族自治区银川市，是中国人民解放军火箭军基地。

## 沿革
该基地的前身是国防科委第二十训练基地（西北综合导弹试验基地）第八试验部（东北试验场），1970年8月建成。
1964年夏，中国决定尽快研制中远程地对地导弹。国防部第五研究院在主持研制中远程地对地导弹的技术途径的论证时，提出通过东风四号的研制来突破多级火箭技术。后来决定中远程地对地导弹采用两级火箭：第一级以中程地对地导弹东风三号为基础，稍作修改；第二级是新设计的火箭。1965年5月，中央专委批准了中远程地对地导弹的研制。由于当时东北试验场未竣工，所以东风四号的前两次试验都是在第二十训练基地进行，为短射程试验。其中第一次是1969年11月16日，导弹自毁，试验失败；第二次是1970年1月30日获得成功。1971年，中国组建首个东风四号导弹部队转移至青海省（大柴达木和小柴达木）及中国西北的其他基地，更靠近苏联。
东北试验场于1967年4月开始施工建设。1970年8月东北试验场建成。1970年11月23日，东北试验场首次进行东风四号长射程飞行试验，但因出现与首次短射程试验相似的故障，导致一级火箭预令信号未发出，二级火箭未点火，导弹飞行到一级推进剂耗尽而关机以后，在空中自毁。周恩来当即指示：“要总结经验，再接再厉，争取下次打好。”1971年11月15日，东北试验场东风四号第二次长射程试验成功。
1975年6月，中央军委扩大会议确定军队精简整编，国防科委乃对第二十训练基地体制编制提出了调整方案。1975年9月28日，中国人民解放军总参谋部发出通知，经中央军委批准，撤消第二十训练基地，将所属的第一、第四、第五、第六试验部、第七工区、第八试验部，依次改编为第二十、二十四、二十五、二十六、二十七、二十八试验训练基地，归国防科委直接领导。其中，第二十、二十四、二十五、二十六试验训练基地为军级，第二十七、二十八试验训练基地为师级。1975年10月29日，中央军委任命了各试验训练基地的主要领导。这次调整将第二十训练基地第八试验部改为中国人民解放军第二十八试验训练基地，仍归国防科委系统。夏冰任司令员，杨同善任政治委员。
东风四号导弹02批3组进行了大量改进，以增强导弹生存能力及使用性能。1975年5月，中央批准了东风四号增加平洞贮存、拖架场坪发射方式。1980年8月2日，第一次采用拖架场坪发射方式发射成功，飞行试验中同时进行了核弹头“冷”试验。1980年8月5日，中共中央、国务院、中央军委向该基地发出贺电。1980年10月31日，第二次拖架场坪考核试验又获成功。
1982年，国防科委等单位合并组建为国防科工委，该基地转隶国防科工委。后来又转隶中国人民解放军第二炮兵，成为中国人民解放军第二炮兵合同战术训练基地（中国人民解放军96451部队）。
2002年3月出任第二炮兵合同战术训练基地参谋长的汤天志，率领一批年轻人建起多层次、全方位、立体化的战场网络，并开发研制了模拟激光精确打击系统、侦察监视系统，从而建设出了“信息化蓝军”。新编修的《军事训练与考核大纲》经中国人民解放军总参谋部批准，于2008年7月正式颁发，自2009年1月1日起，全军和武警部队按照新大纲施训。该基地根据新大纲的要求，积极探索新的训练模式，开展“信息化蓝军”和作战实验室建设。《2008年中国的国防》白皮书中提到，第二炮兵“深入开展基地化、模拟化、网络化、实战化训练，探索复杂电磁环境下训练和导弹基地集成训练特点规律，研发新一代网络化模拟训练系统，‘信息化蓝军’和作战实验室建设取得重要进展。”
2015年12月，中国人民解放军第二炮兵更名为中国人民解放军火箭军。该基地随之更名为中国人民解放军火箭军合同战术训练基地（中国人民解放军火箭军第二十八基地）。
2017年4月18日，中共中央总书记、国家主席、中央军委主席习近平在北京八一大楼接见新调整组建的84个军级单位主官，并对各单位发布训令；中共中央政治局委员、中央军委副主席许其亮宣读习近平主席签发的中央军委关于调整组建军兵种部队和省军区系统军级单位的命令、决定。在这次军级单位调整组建中，以中国人民解放军火箭军合同战术训练基地为基础，调整组建中国人民解放军火箭军第六十九基地。

## 编制
2017年组建的火箭军第六十九基地下辖：
- 第六九一旅
- 第六九二旅
- 第六九三旅
- 第六九四旅
- 第六九五旅
- 第六九六旅

## 历任领导
中国人民解放军火箭军合同战术训练基地
| 司令员 - 夏冰（1975年—？） …… - 张军祥 大校（2005年—2007年） - 胡玉明 大校（2007年—2009年） - 孙金明 大校（？—2014年） - 程丛才 大校（2014年—2017年） | 政治委员 - 杜郁（？—？，第二十基地第八试验部政委） - 杨同善（1975年—？） …… - 张普庆 大校（2005年—？） - 何骏 大校（？—2011年） - 吴瑞忠 大校（2011年—2014年） - 郝建辉 大校（2014年—2017年） |